# Rete ciclopedonale della provincia di Brescia
La rete ciclopedonale della provincia di Brescia assomma a circa 300 chilometri di piste ciclabili.
Particolarmente suggestivi sono gli itinerari dei laghi di Garda e d'Iseo, della Franciacorta e della pianura, lungo i fiumi Mella e Strone.
Ad inizio e fine dei percorsi sono poste delle cartine con indicati i dati tecnici del tracciato e i luoghi storico-artistici da visitare. Sul sito internet della provincia è possibile visualizzare tutte queste informazioni in modo dettagliato.
I tracciati non sono sempre in sede propria, ma in alcuni punti sfruttano tratti di sterrato o utilizzano strade secondari o dei centri cittadini.

## Itinerari
Gli itinerari sono in tutto 10, a cui si aggiunge una rete di piste ciclabili a livello locale.
- dal centro di Pontevico sino alla pieve della Comella
- da Brescia a Paratico
- da Paratico a Urago d'Oglio
- da Brescia a Desenzano e a Pozzolengo
- da Pontevico a Villachiara e a Orzinuovi
- da Flero a Pontevico
- da Sant'Eufemia a Rezzato e a Salò
- da Darfo Boario Terme a Pisogne
- da Villa Carcina a Marcheno
- da Capo di Ponte a Losine

### Dal centro di Pontevico sino alla pieve della Comella
- Lunghezza: 19 km
- Tempo di percorrenza: 1 h 30
- Fondo: Asfalto (17,4 km) e sterrato (1,6 km)
- Tipo di bicicletta: City bike, da strada, hybrid, Mtb
- Grado di difficoltà: Per tutti

Percorso pianeggiante con partenza dal centro abitato di Pontevico e arrivo alla Pieve della Comella. Usciti dal centro cittadino si passa accanto ad un maglio ad acqua ancora funzionante, indi si prosegue per la campagna e si attraversa il parco naturalistico del Lusignolo. Usciti dal parco si è subito arrivati alla pieve.

### Da Brescia a Paratico
- Lunghezza: 29,7 km
- Tempo di percorrenza: 2 h 30
- Fondo: Asfalto (25,4 km) e sterrato (4,3 km)
- Tipo di bicicletta: City bike, da strada, hybrid, Mtb
- Grado di difficoltà: Per tutti

Con partenza in località Torricella di Brescia, il percorso prosegue per l'abbazia di Rodengo-Saiano, attraversando il centro abitato di Sale di Gussago e la zona artigianale di Cellatica. Si prosegue tra i campi e le cascine di Paderno Franciacorta fino ad arrivare al centro di Passirano e al castello. Sorpassato Monterotondo si discende attraverso i vigneti fino al centro di Provaglio, per proseguire attraverso il sentiero C della riserva delle torbiere. Usciti dalla riserva si raggiunge il comune di Clusane sul lago d'Iseo, per poi arrivare nel centro di Paratico fino al ponte che collega il paese a quello bergamasco di Sarnico.

### Da Paratico a Urago d'Oglio
- Lunghezza: 24,9 km
- Tempo di percorrenza: 2 h
- Fondo: Asfalto (24,0 km) e sterrato (0,9 km)
- Tipo di bicicletta: City bike, da strada, hybrid, Mtb
- Grado di difficoltà: Per tutti, tranne i due brevi strappi alla partenza e in ingresso a Capriolo che si possono percorrere a piedi.

Il percorso inizia vicino al ponte che collega Sarnico (BG) con Paratico, con una salita fino alla chiesa parrocchiale del paese. Dopo un breve sali e scendi nel centro cittadino, si prosegue il Parco dell'Oglio, giungendo a Capriolo. Proseguendo per la campagna, si inizia a scendere verso Palazzolo e, attraversatolo, si prosegue verso Pontoglio. Raggiunto Urago d'Oglio la strada ha un'ultima salita, fino all'arrivo.

### Da Brescia a Desenzano e a Pozzolengo

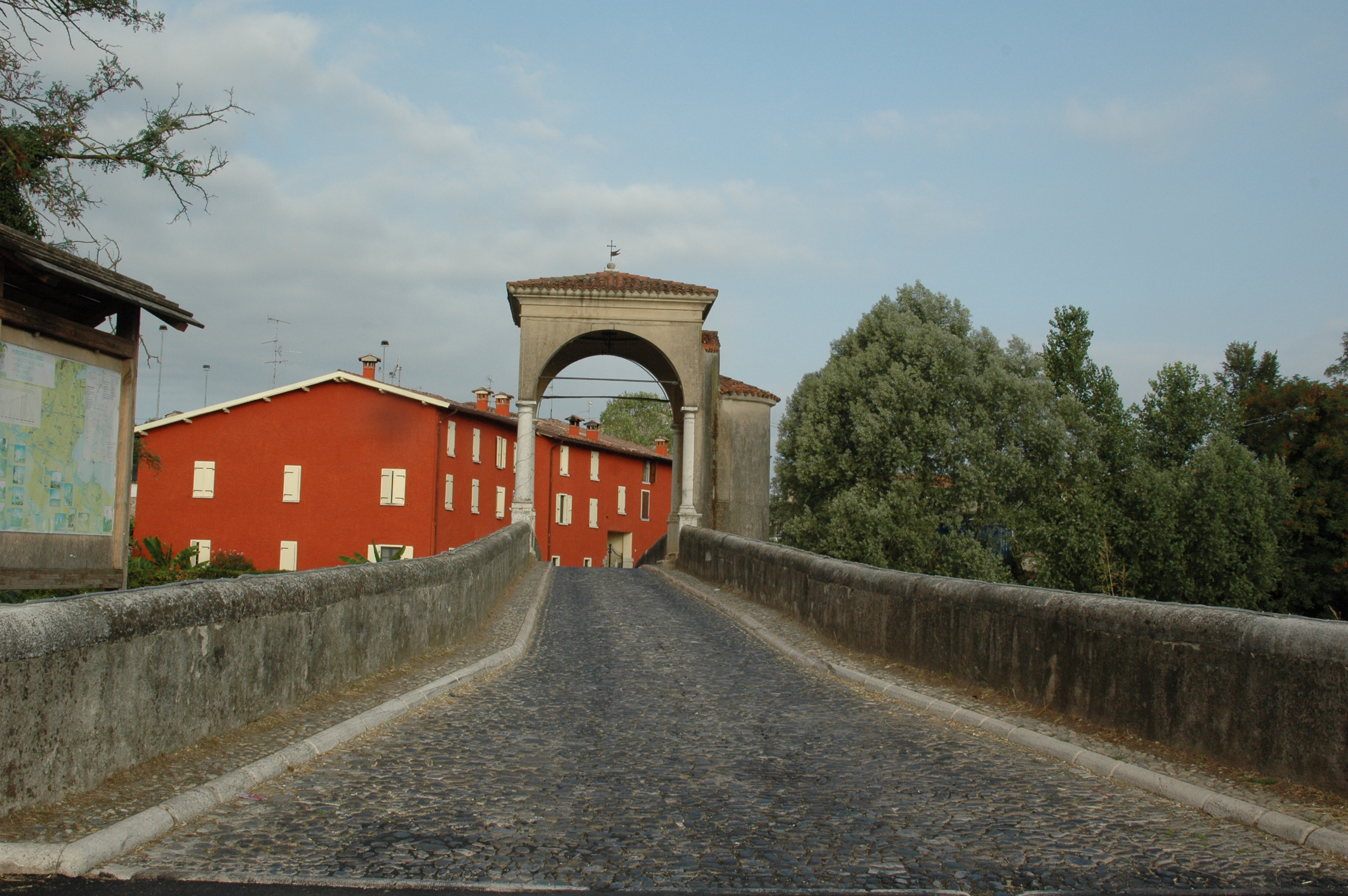
Il ponte di Pontenove (sulla sinistra, il cartello con la mappa della rete ciclopedonale)

Il tracciato è diviso in due tratti: Mazzano-Desenzano e Desenzano-Pozzolengo.
I tratto Mazzano - Desenzano
- Lunghezza: 19 km
- Tempo di percorrenza: 1 h 30
- Fondo: Asfalto (18 km) e sterrato (1 km)
- Tipo di bicicletta: City bike, da strada, hybrid, Mtb
- Grado di difficoltà: Per tutti

Il percorso è una diramazione della ciclabile Rezzato-Salò, che si stacca all'altezza di Mazzano. Dopo la deviazione si attraversa il centro storico di Molinetto e si raggiunge la località di Pontenove di Bedizzole. Da qui si percorre quella che era la via Emilia Gallica, che collegava Burdigiola(Bordeaux) con Costantinopoli. A Bedizzole si attraversa un ponte in pietra a schiena d'asino, con edicola centrale, realizzato nel diciottesimo secolo. Si prosegue, immersi nella campagna, per Ponte San Marco e le colline moreniche del Garda. Si sale quindi fino all'abbazia di Maguzzano, per poi scendere verso Desenzano, attraverso un itinerario panoramico che permette di godere della vista della sottostante Padenghe sul Garda e dell'ampio golfo.
II tratto: Desenzano - Pozzolengo
- Lunghezza: 13,4 km
- Tempo di percorrenza: 1 h 30
- Fondo: Asfalto (12,1 km) e sterrato (1,3 km)
- Tipo di bicicletta: City bike, da strada, hybrid, Mtb
- Grado di difficoltà: Per tutti, con qualche piccolo sforzo

L'itinerario riparte da Desenzano e, attraverso la campagna, giunge alla torre di San Martino della Battaglia, da dove si ridiscende fino all'abitato di Pozzolengo.

### Da Pontevico a Villachiara e a Orzinuovi
- Lunghezza: 28,7 km
- Tempo di percorrenza: 2 h 30
- Fondo: Asfalto (26,0 km) e sterrato (2,7 km)
- Tipo di bicicletta: City bike, da strada, hybrid, Mtb
- Grado di difficoltà: Per tutti

La partenza è posta nella piazza centrale di Pontevico, da cui si discende sulla sponda dell'Oglio. Si sale quindi nel centro storico di Monticelli d'Oglio e al castello, per proseguire, su tratto pianeggiante, per Quinzano d'Oglio e Borgo San Giacomo. Da qui si ridiscende per la valle dell'Oglio e si prosegue tra le cascine dei Matinengo, in comune di Villachiara. L'itinerario termina a Barco, ove ci sono i resti di un castello quattrocentesco, frazione di Orzinuovi.

### Da Flero a Pontevico
- Lunghezza: 30,8 km
- Tempo di percorrenza: 3 h
- Fondo: Asfalto (24,8 km) e sterrato (6 km)
- Tipo di bicicletta: City bike, da strada, hybrid, Mtb
- Grado di difficoltà: Per tutti

Il tracciato parte alle porte di Flero e sale fino sul monte netto, zona di produzione del vino DOC Capriano del Colle. Dopo esser scesi dal colle la pista si affianca al fiume Mella ed entra nell'abitato di Offlaga. Nel centro di Verolanuova il percorso si divide in due direzioni, una che attraversa il Parco dello Strone e porta Pontevico, e l'altra per Monticelli d'Oglio.

### Sant'Eufemia a Rezzato e a Salò
- Lunghezza: 28,7 km
- Tempo di percorrenza: 2 h 30
- Fondo: Asfalto (28,3 km) e sterrato (0,4 km)
- Tipo di bicicletta: City bike, da strada, hybrid, Mtb
- Grado di difficoltà: Per tutti

Il percorso parte dell'ex monastero di Sant'Eufemia ora Museo delle Mille Miglia e si dirige verso il centro di Virle, attraversando i centri cittadini di Caionvico e Rezzato. Superato l'abitato di Virle inizia l'alzaia, riservata al passaggio ciclo-pedonale, che fiancheggiando il naviglio prosegue fino al centro di Gavardo. Da Gavardo il tracciato attraversa il fiume Chiese e, costeggiandolo, arriva fino a Villanuova, ove si ritorna sulla precedente sponda. Alla periferia di Villanuova, la pista ciclabile s'innesta sul vecchio tracciato della ferrovia Rezzato-Vobarno, raggiungendo l'abitato di Roè Volciano. Dopo una lunga discesa si arriva nel centro di Salò, affacciata sull'omonimo golfo del Lago di Garda.

### Da Darfo Boario Terme a Pisogne
- Lunghezza: 16,8 km
- Tempo di percorrenza: 1 h 30
- Fondo: Asfalto (14 km) e sterrato (2,8 km)
- Tipo di bicicletta: City bike, da strada, hybrid, Mtb
- Grado di difficoltà: Per tutti

Il percorso inizia nel parcheggio dell'Archeo Park di Darfo Boario Terme e prosegue costeggiando il fiume Oglio, sino ad un ponte a schiena d'asino, fino a raggiungere l'abitato. Da cui prosegue, riattraversando l'Oglio, fino al centro di Pisogne.

### Da Villa Carcina a Marcheno
- Lunghezza: 13,7 km
- Tempo di percorrenza: 2 h
- Fondo: Asfalto (8 km), sterrato (2,7 km), acciottolato (0,1 km), stabilizzato (2,8 km)
- Tipo di bicicletta: City bike, hybrid, Mtb
- Grado di difficoltà: Per tutti

L'itinerario sale per la Valle Trompia attraversando i centri di Villa Carcina, Sarezzo, Ponte Zanano, Gardone Val Trompia e Marcheno, con termine alla chiesa di Brozzo. Il percorso si snoda in salita con una differenza altimetrica di 209,8 metri

### Da Capo di Ponte a Losine
- Lunghezza: 10,6 km
- Fondo: Asfalto (8,8 km), sterrato (1,4 km), acciottolato (0,4 km)
- Differenza altimetrica massima: 297 m

Il percorso inizia idealmente dalla stazione di Capo di Ponte e scende nel centro storico, da dove inizia la salita fino al termine dell'abitato di Ono San Pietro. Da qui inizia la discesa che attraversa il centro di Cerveno e termina a Losine. Da qui è possibile attraversare l'Oglio su una passerella e raggiungere Breno.